# إيزو كينموتسو
إيزو كينموتسو (Eizo Kenmotsu) هو لاعب أولمبي لرياضة الجمباز من اليابان. شارك في الأولمبياد الصيفي في 1968–1976، وفاز بما مجموعه 9 ميداليات.

## الميداليات
| ذهب | فضة | برونز | المجموع |
| 3   | 3   | 3     | 9       |

## روابط خارجية
- إيزو كينموتسو على موقع الاتحاد الدولي للجمباز (licence) (الإنجليزية)
- إيزو كينموتسو على موقع الاتحاد الدولي للجمباز (biography) (الإنجليزية)
- إيزو كينموتسو على موقع أوليمبيديا (الإنجليزية)